# Peix sabre
El sabre, cinturó, peix corretja, peix sabre, serp de mar, serra o serreta (Lepidopus caudatus) és una espècie de peix pertanyent a la família dels triquiúrids.
Es troba a l'oceà Atlàntic oriental (des de França i la Mediterrània occidental fins al Senegal, incloent-hi les illes Açores, Madeira i les Canàries, i, també, des de Namíbia fins a Sud-àfrica), el sud de l'Índic, el Pacífic sud-occidental (Austràlia -des de Nova Gal·les del Sud fins al sud d'Austràlia Occidental- i Nova Zelanda), i el Pacífic sud-oriental (Perú).
Pot arribar a fer 210 cm de llargària màxima (normalment en fa 117) i 8.000 g de pes. Té el cos platejat amb les aletes pelvianes molt petites. Té entre 98-110 radis tous a l'aleta dorsal i dues espines i 59-66 radis tous a l'anal; i 105-114 vèrtebres.
És un peix marí, bentopelàgic i oceanòdrom
que viu entre 42 i 620 m de fondària (normalment, entre 100 i 300) sobre fons fangosos i sorrencs de la plataforma continental i del talús continental superior.
Les larves
i els ous són pelàgics.
Menja crustacis i calamars i peixos petits.
És depredat per Merluccius capensis (a Sud-àfrica), Merluccius paradoxus (Namíbia), Pterogymnus laniarius (Sud-àfrica), el sorell blancal (Trachurus mediterraneus),
el congre (Conger conger) (illes Açores), la llampuga (Coryphaena hippurus) (Espanya),
Macruronus novaezelandiae (Austràlia),
els lluços (Merluccius merluccius) (Portugal), Merluccius senegalensis (Senegal), l'emperador (Xiphias gladius),
l'os marí afroaustralià (Arctocephalus pusillus sbsp. pusillus) (Sud-àfrica),
la clavellada (Raja clavata), Raja wallacei, el peix martell (Sphyrna zygaena) (Sud-àfrica),
l'agullat (Squalus acanthias), Squalus megalops i el caçó (Galeorhinus galeus) illes Açores.
És inofensiu per als humans.